# 楓乃々花
楓 乃々花（かえで ののか、1989年6月4日 - ）は、日本のAV女優。チーズバーガー所属。

## 略歴・人物
2009年に「朝倉夢（あさくら ゆめ）」名義でAVデビュー。バービープロに所属し、プロフィールは、1990年9月9日生まれ、東京都出身、血液型:A型、身長:160cm、スリーサイズ:B80(C)・W58・H85cmとしていた。
2010年8月1日に「楓乃々花（かえで ののか）」の名前で新宿ニューアートにてストリップデビューし、8月5日には「楓乃々花オフィシャルブログ」を開設。
2010年8月15日の朝倉夢の公式ブログ「*ﾟゆめぶろ*ﾟ」で、同日のブログが朝倉夢としての最後の更新となることと、（楓乃々花としての）新たな活動が可能になったことを記載。現在、楓乃々花としてAV女優とストリッパーの両方で活動している。
2014年7月、セガのゲーム「龍が如く」のキャラクター出演をかけたセクシー女優人気投票にエントリー。同年8月24日、結果発表。「龍が如く0 誓いの場所」への出演権を逃した。順位・得票数未発表。

## 出演作品

### アダルトビデオ

#### 「朝倉夢」名義
2009年
- SOD女子社員×大ヒット超人気企画 2009年AVヒットパレード 公開（恥）年末大納会 （12月19日、SODクリエイト）…オムニバス作品 ※「比留間由美」名義

2010年
- スゴ〜く!制服の似合う素敵な娘 ゆめ （1月7日、オーロラプロジェクト）
- 対面座席で脚を絡ませても抵抗しない女子校生はシートに染みがつくほど感じていた （1月7日、ナチュラルハイ）…オムニバス作品
- 2010年お年玉特番 初詣でGETした振袖姿の素人娘たちがお年玉を賭け白熱!! 強制姫初めゲーム （1月13日、はじめ企画）…オムニバス作品
- SOD女子社員（恥）女子社員高感度調査 240分スペシャル! （1月21日、SODクリエイト）…オムニバス作品 ※「比留間由美」名義
- 真 21人痴漢 VOL.2 （2月4日、ナチュラルハイ）…オムニバス作品
- 悪戯マンション 035 （2月5日、ゴーゴーズ）
- AV女優ノンフィクション 密室個人撮影 癒し系天然発情娘 （2月7日、オーロラ・プロジェクト）
- 働くオンナ斬り 2 〜高学歴美人OLをハメ殺せ!〜 （2月28日、プレステージ）…オムニバス作品
- 穴牝奴 3 おしおき教室 （3月9日、Madoromi-AV）
- 嘔吐少女 〜朝倉夢〜 （3月18日、稀有）
- 関東女子校MAP 黒タイツ編 （3月19日、ROOKIE）
- 私は痴女 フェラテクには自信があるの （4月3日（レンタル）／5月14日（セル）、クリスタル映像）…オムニバス作品
- 突撃! 理不尽ギャルのお宅訪問 （4月5日、フリーダム）
- ボコボコマシーン （4月5日、フリーダム）…オムニバス作品
- 放課後ソープランド （4月22日、アキノリ）…
- ザ・腹パンチ合唱部 （4月26日、トラウマアート）…オムニバス作品
- ブルマ フェチ フェスティバル vol.2 （4月30日、アキバコム）…オムニバス作品
- 催眠中毒 女子校生ゆめ18才 （4月30日、催眠研究所）
- 男を小便まみれにして遊ぶ女達 （5月5日、フリーダム）
- 恥じらいのあしのうら （5月5日、フリーダム）…オムニバス作品
- 部下の娘 〜可愛い娘をイタズラされて〜 （5月7日、スティルワークス）…オムニバス作品
- 奴隷調教チア少女 第二巻（便器編） （5月14日、KIプランニング） ※「夏帆」名義
- 催眠同棲生活 （5月24日、トラウマアート）
- 着衣混浴 （5月27日、稀有）…オムニバス作品 ※「麻倉夢」名義
- テニス東北大会 Best4 ファイナリストHONAMI （6月1日、ディープス）…
- 美人アナウンサー絞め技突撃取材 （7月20日、トラウマアート）…オムニバス作品
- 腋舐めレズ 2 （9月23日、稀有）…オムニバス作品

#### 「楓乃々花」名義
2010年
- 部下の娘 〜変態上司の企み〜 （9月5日、スティルワークス）…オムニバス作品
- 百合といちぢく （9月24日、三和出版）

2011年
- RADIX48 おしっこ祭り（1月20日、レイデックス）

2012年
- ベラ噛み じゅるじゅると絡み合う舌（4月19日、Fetish Box）

2013年
- エグエグ・モンスター 楓乃々花（10月19日、ドグマ）
- 変態公衆便所タンツボ肉便器女　楓乃々花（12月5日、 グローリークエスト）

2014年
- 無料をエサに…淫媚オイルで欲情させる！性感マッサージナンパ OL編（1月25日、ブレスト）
- どスケベ老人と女2月25日、サイドビー）